# Galles al Junior Eurovision Song Contest
Il Galles ha debuttato al Junior Eurovision Song Contest 2018, sulla scia della partecipazione all'Eurovision Choir of the Year.
La rete che ha curato la prima partecipazione dello stato è la rete televisiva in lingua gallese S4C.
In passato lo Stato aveva già precedentemente partecipato nelle prime tre edizioni della manifestazione come parte del Regno Unito; inoltre, aveva provato anche a debuttare, come paese indipendente, nel 2008, ma alla fine si ritirò. Al debutto, il paese ottiene un ultimo posto.
Si ritira nel 2020 a causa della pandemia di COVID-19. E non parteciperà più negli altri anni.

## Partecipazioni
- Primo posto
- Secondo posto
- Terzo posto
- Ultimo posto

| Anno                                    | Artista  | Canzone                       | Lingua  | Posizione | Posizione |
| Anno                                    | Artista  | Canzone                       | Lingua  | Finale    | Punti     |
| --------------------------------------- | -------- | ----------------------------- | ------- | --------- | --------- |
| 2018                                    | Manw     | Perta                         | Gallese | 20º       | 29        |
| 2019                                    | Erin Mai | Calon yn Curo (Heart Beating) | Gallese | 18º       | 35        |
| Nessuna partecipazione dal 2020 al 2025 |          |                               |         |           |           |

## Storia delle votazioni
Al 2019, le votazioni del Galles sono state le seguenti: 
Punti dati
| Posizione | Stato                        | Punti |
| --------- | ---------------------------- | ----- |
| 1         | Georgia                      | 18    |
| 2         | Australia Kazakistan Polonia | 12    |
| 3         | Francia                      | 10    |
| 4         | Malta                        | 9     |
| 5         | Russia Spagna                | 7     |

Punti ricevuti
| Posizione | Stato   | Punti |
| --------- | ------- | ----- |
| 1         | Italia  | 6     |
| 2         | Georgia | 3     |